# クリーン開発と気候に関するアジア太平洋パートナーシップ

APPへの参加国を示した地図

クリーン開発と気候に関するアジア太平洋パートナーシップ（クリーンかいはつときこうにかんするアジアたいへいようパートナーシップ、英語: Asia-Pacific Partnership for Clean Development and Climate, Asia-Pacific Partnership for Clean Development and Climate, APP）は、2005年7月28日にアメリカ、オーストラリア、中国、インド、韓国及び日本が参加して発足した環境問題、特に温暖化に対処するための枠組み。
参加国のうち、京都議定書において実質的に削減義務を有するのは日本のみである。アメリカは京都議定書を批准しておらず、オーストラリアの数値目標は排出実績よりも大幅に緩く設定されているためである。また、中国、インド、および韓国は京都議定書での削減義務を有しない。

## 概要
本パートナーシップは、京都議定書を補完する位置づけとされている。しかし、それは表面上の事で、実際はポスト京都議定書を睨んだ実験台的な協定であり、ブッシュ政権下のアメリカ主導で実現したとの指摘もある。
京都議定書が恣意的に決めた数値目標を各国に強制するトップダウン方式であるのに対して、APPは技術移転に注目して温室効果ガスの削減を促すボトムアップ方式の協定である。つまり、新たな投資機会の創出や地域協力の推進、またクリーンでより効率的な技術を導入する上での障壁を取り払うための政策対話の場として位置付けられている。例えば、中国・インドなどの石炭発電低効率国に対する技術協力の進展による、温暖化や大気汚染などの改善などを視野に入れている。
環境団体の中には、APPの環境改善効果は極めて限定的であり、「石炭協定」にすぎないと批判する声もある。

### 利点
- 省エネ協力の場合コスト削減の効果があることから、総排出量の直接規制手法が負担増と言われるのに比べ合意が得やすい。
- 排出原単位の向上を目指すため、基準年設定による不公平さが生じないため、既に努力をしている国に理不尽な水準の負担は求められない。
- トップランナー制度に見られるように、達成可能な技術が示された目標であるため、経済負担増つまり「環境と貧困のトレードオフ」は生じない。
- 大排出国だけのパートナーシップなので、合意する必要のある国の数が少ない。
- 現状排出量計測の際に多めに見積もることで削減量を多く見積もるような不正が行えない
- セクトラルアプローチをとることで、タスクフォースごとの技術開発・移転・普及がスムーズに行いやすい

### 弱点
- 総排出量規制ではないため、原単位が向上したとしてもこの枠組みだけでは温暖化が避けられる削減量に達するかどうか確証は無い。
- 大排出源である自動車が技術協力項目からもれている
- 大排出源である石炭発電所の改善は可能だが、石炭発電所から自然エネルギーへの切り替えなどはこのパートナーシップでは生まれない（セクトラルアプローチの弊害）